# Leonid Agoetin
Leonid Nikolajevitsj Agoetin (Russisch: Леонид Николаевич Агутин; Moskou, 6 juli 1968) is een Russische zanger.

## Biografie
Agoetin groeide als zoon van een muzikant en een lerares in Moskou. Zijn vader was de leadzanger van een band gemaand Goloevye Gitary en zijn moeder was lerares op een school in Moskou. Ze was tevens onderscheiden met de prijs Geëerd Lerares van de Russische Federatie.
Vanaf zesjarige leeftijd ging Agoetin naar de muziekschool. Hij kreeg daar les in jazzmuziek en piano. Van 1986 tot 1988 was hij in dienst van de Sovjet Grenstroepen gestationeerd op de grens van Rusland en Finland. Hierna ging Agoetin studeren aan de Staatsuniversiteit van Kunst en Cultuur in zijn geboortestad Moskou. In 1992 studeerde hij hier af in de studie Regie van theater en grote evenementen.
Agoetin nam in de start van zijn carrière deel aan verschillende internationale muziekfestivals. Hij won het Internationale Festival van Jalta in 1992 met het liedje Bosonogi maltsjik en Festival van Jonge Popzangers in Jūrmala in 1993.
In 1994 maakte Agoetin zijn doorbraak met het uitbrengen van zijn debuutalbum Bosonogi maltsjik. Een jaar later kwam zijn tweede album Dekameron uit. Samen met Filipp Kirkorov, Valeri Meladze en de band Ljoebe hield Agoetin toentertijd het record van meeste Gouden grammofoons, de belangrijkste muziekprijs in Rusland.
In 2005 nam hij samen met de Amerikaanse jazzgitarist Al Di Meola het album Cosmopolitan life op. Dit is tot nu toe het meest succesvolle album van Agoetin.
Drie jaar later, in 2008, ontving Agoetin de titel Geëerd Artiest van de Russische Federatie uit handen van de toenmalige president Dmitri Medvedev.
Naast het zingen is Agoetin een frequente gast van televisieprogramma's en zit regelmatig in de jury van zangwedstrijden, zoals New Wave en The Voice. In dit laatstgenoemde programma was hij in 2012, 2013, 2014, 2016 en 2017 een van de coaches. Agoetin won in 2016 als coach met Darja Antonjoek. Ook was hij in 2016 coach van The Voice Kids in Rusland.

## Discografie

### Albums
- 1994 - Bosonogi maltsjik
- 1995 - Dekameron
- 1998 - Letni dozjd
- 1998 - Loetsji (compilatiealbum)
- 2000 - Sloezjevyj roman
- 2000 - Leonid Agoetin
- 2003 - Dezja vjoe
- 2004 - Novaja kollektsia
- 2004 - Loetsjsjie pesni
- 2005 - Cosmopolitan life
- 2007 - Ljoebov. Doroga. Groest i radost
- 2012 - Byt tsjastjoe tvojego
- 2012 - Romansy
- 2013 - Tajna sklejennych stranits
- 2016 - Prosto o vazjnom

- Gemeinsame Normdatei: 122881567
- International Standard Name Identifier: 0000 0001 1441 2493
- Library of Congress Control Number: n99269520
- Nationale Bibliotheek van Letland: 000125683
- MusicBrainz: 90ea34d4-84b7-45a1-90fb-5c007d8521e1
- Nationale Bibliotheek van Tsjechië: xx0053152
- Virtual International Authority File: 33794788
- WorldCat: E39PBJjMByVwPDyqFvq47FPmh3